# Santa Olaja de la Acción
Santa Olaja de la Acción es una localidad española perteneciente al municipio de Cebanico, en la provincia de León, comunidad autónoma de Castilla y León.

## Geografía

### Ubicación
| Noroeste: Valle de las Casas | Norte: Llama de la Guzpeña | Noreste: Cerezal de la Guzpeña |
| Oeste: Valle de las Casas    |                            | Este: Quintanilla              |
| Suroeste Corcos              | Sur: Cebanico              | Sureste: La Vega de Almanza    |

## Demografía
Evolución de la población
| Gráfica de evolución demográfica de Santa Olaja de la Acción entre 2000 y 2017 |
|                                                                                |
| Población de derecho (2000-2017) según el padrón municipal del INE             |